# Uropterygius hades
Uropterygius hades é uma moreia que vive na lama da foz dos rios, nalguns países da região do Pacífico.
A espécie foi nomeada hades por referência a Hades, deus do submundo, devido a essa moreia ter hábitos escavadores e alta sensibilidade à luz. É encontrada em Taiwan, Filipinas, Indonésia (sul de Java), Fiji e no sul do Japão.